# Armania
Armania (лат.) — ископаемый род муравьёв из подсемейства Armaniinae. Обнаружен в остатках мелового периода (Россия), возрастом около 89 млн лет.

## Описание
Ископаемая группа древних муравьёв, представленная только самкам и самцами (рабочие отсутствуют). Стебелёк между брюшком и грудкой состоит из одного членика петиоля; перетяжка между первыми сегментами брюшка (III и IV абдоминальными) отсутствует. Обладают жилкованием крыльев, как и у других современных примитивных муравьёв. Скапус усиков самок короткий, жвалы двузубчатые, так же как у примитивных одиночных ос.
Род Armania был впервые выделен в 1983 году российским мирмекологом Геннадием Михайловичем Длусским (МГУ, Москва) вместе с описанием типового вида. Название рода Armania происходит от имени одного из мест обнаружения в бассейне реки Армань (Обещающий: Магаданская область, Тенькинский р-он, среднее течение ручья Обещающий, правый приток реки Нил, бассейн верховьев реки Армань), ольская свита, верхний мел, сеноман. Другим местом была Хетана (Хабаровский край, Охотский район , Ульинский прогиб, низовья р. Хетана в 3-7 км от ее устья), еманринская свита, нижний мел, средний альб).
- †Armania Dlussky, 1983 (=Armaniella Dlussky, 1983)
  - †Armania capitata Dlussky, 1999 (Хетана, Хабаровский край)
  - †Armania curiosa (Dlussky, 1983) (=Armaniella curiosa Dlussky, 1983) (Ола, Обещающий, Магаданская область)
  - †Armania pristina Dlussky, 1999 (Хетана, Хабаровский край)[2]
  - †Armania robusta  Dlussky, 1983 (Ола, Обещающий, Магаданская область)